# Maanandim
Maanandim (Mahanandin) foi o último rei da dinastia de Xixunaga do Reino de Mágada. Os Puranas listam Nandivardana como o nono da dinastia e seu filho Maanandim como o décimo e último. Foi morto por seu filho ilegítimo de uma esposa sudra chamado Maapadema Nanda.